# Viacha
Viacha é uma cidade da Bolívia, capital da província de Ingavi, no departamento de La Paz. Sua população estimada para 2008 era de 38.825 habitantes.
- altitude: 3.905 metros
- latitude: 16° 39' 13" Sul
- longitude: 68° 18' 06" Oeste